# Vrilissia
Vrilissia (griechisch Βριλήσσια (n. pl.)) ist ein nordöstlicher Vorort der griechischen Hauptstadt Athen mit dem Status einer selbständigen Gemeinde. Als Stadt mit hohem Anteil an Grünflächen, vielen Radwegen und einem relativ hohen Bildungsniveau gehört Vrilissia zu den gehobenen Wohnorten am Rand der Metropole.

## Geographie

### Geografische Lage
Vrilissia liegt im Zentrum Attikas am Nordostrand des Athener Beckens an den südlichen Ausläufern des Bergs Pendeli. Auch der traditionelle Name des Gebiets, Patima (Πάτημα), erscheint in einigen Ortsbezeichnungen. Im Norden markieren zwei Hügel das Ende des Athener Beckens, der westliche, heute meist Lofos Vrilission, früher auch Koufo mit 386 Metern Gipfelhöhe befindet sich vollständig auf dem Gemeindegebiet. Der östliche Hügel (517 m) und das Gebiet südlich zwischen ihnen werden heute als Koufos bezeichnet. Ein großer Teil der Umgebung war im 19. Jahrhundert im Besitz von Sophie de Marbois-Lebrun, Herzogin von Piacenza (frz. Plaisance, griech. Plakendia), weshalb das Gebiet nördlich der Hügel nach ihr genannt wurde. Das zu Chalandri gehörende Stadtviertel an der nach der Herzogin benannten Schnellbahnstation wird heute ebenfalls Plakendia genannt.
Das historische Zentrum des nach Nordosten ansteigenden Gemeindegebiets liegt auf einer Höhe von 233 Metern. Natürliche Grenzen bilden westlich und nördlich der Bach Polydrosos oder Rema Chalandriou und im Osten der größtenteils verdolte Oberlauf des Podoniftis, der hier Vrilissos genannt wird und ein Nebenfluss des Kifisos ist. Der Nordhang des Vrilissia-Hügels ist von Kiefernwald bedeckt, der als Dasos Agios Theoklitos von der Gemeinde unterhalten wird.
Vrilissia liegt rund 10,5 Kilometer nordöstlich von Athen, 6 km nordwestlich von Pallini und 4,5 km südwestlich von Kifisia. Es grenzt im Westen an Marousi, nördlich an Pendeli und südlich an Chalandri. Im Osten zieht sich ein weniger als einen Kilometer breiter Streifen entlang, der zu Chalandri gehört und Vrilissia von der Gemeinde Gerakas weiter östlich trennt.

### Stadtgliederung
Vrilissia gliedert sich offiziell in fünf städtebauliche Einheiten, die mit Nummern bezeichnet werden. Drei Stadtteile heißen nach den Patrozinien der drei Pfarrkirchen Analipsi (‚Himmelfahrt‘), Agii Apostoli (‚Heilige Apostel‘) und Metamorfosi (‚Verklärung des Herrn‘), wobei sich letzteres in die Gebiete Ano Patima und das noch wenig bebaute Krassas im Nordosten teilt. Das Viertel westlich des Pendeli-Boulevards, das vom Polydrosos begrenzt wird, wird als Pararematia zoni (‚Zone am Bach‘), Pararematios oder Rematia bezeichnet. Agii Apostoli und Metamorfosi werden auch unter dem Begriff Ano Vrilissia (‚Ober-Vrilissia‘) zusammengefasst. Das benachbarte Viertel Patima der Gemeinde Chalandri im Osten bis zum Iraklitos-Boulevard mit dem Viertel Plakendia wird städtebaulich als Teil Vrilissias betrachtet.
| Nr. | Name                     | Fläche     | Einwohner |
| --- | ------------------------ | ---------- | --------- |
| 1   | Pararematia              | 41,950 ha  | 4957      |
| 2   | Analipsi (Zentrum)       | 109,629 ha | 14.817    |
| 3   | Analipsi                 | 69,689 ha  | 9875      |
| 4   | Agii Apostoli            | 77,307 ha  | 6109      |
| 5   | Metamorfosi / Ano Patima | 44,372 ha  | 4406      |

Städtebauliche Einheiten und Stadtteile Vrilissias

Die Einwohnerzahlen beruhen auf Berechnungen der Gemeinde auf der Basis der Wasserrechnungen.

### Geologie
Das historische Zentrum der Stadt liegt auf lakustrischen Ablagerungen von Terra Rossa mit Einschüben von Konglomerat, Sandstein und Schluff mit dünnen Schichten von Mergel. Die Bereiche entlang der Bäche sind bedeckt mit groben fluviatil-lakustrischen Brekzien mit Einschüben roten Tons und Mergels. Die höheren Gebiete im Norden der Gemeinde ruhen auf Glimmerschiefer (Muskovit, Chlorit, Albit, Quarz und Steinkohle). In Ano Patima kommt außerdem der graue Pentelische Marmor vor, der früher auch abgebaut wurde. Ferner wurde am Koufo-Hügel Kalk gewonnen.

### Klima
In Vrilissia herrscht typisches Mittelmeerklima mit trockenen, teils sehr heißen Sommern und milden, regenreichen Wintern vor, wobei die Niederschlagsmenge mit jährlich gut 400 mm im Durchschnitt sehr niedrig liegt. Die etwas höhere Lage am Nordostrand des Athener Beckens und die Nähe zum Pendeli bedingen tendenziell ein etwas besseres Mikroklima als im Zentrum der Stadt, so kühlt es zum Beispiel im Sommer am Nachmittag deutlich schneller und stärker ab als in Athen.

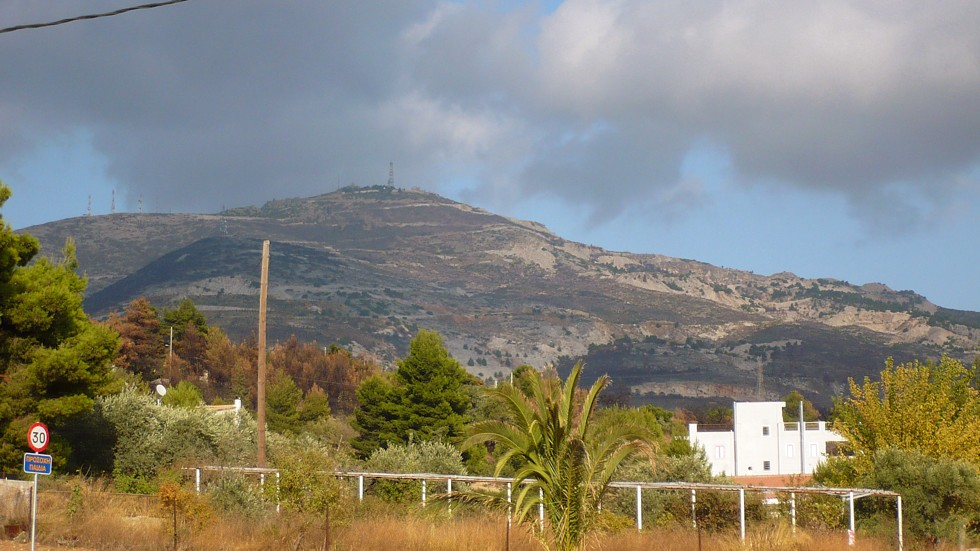
Blick von Vrilissia auf den Pendeli
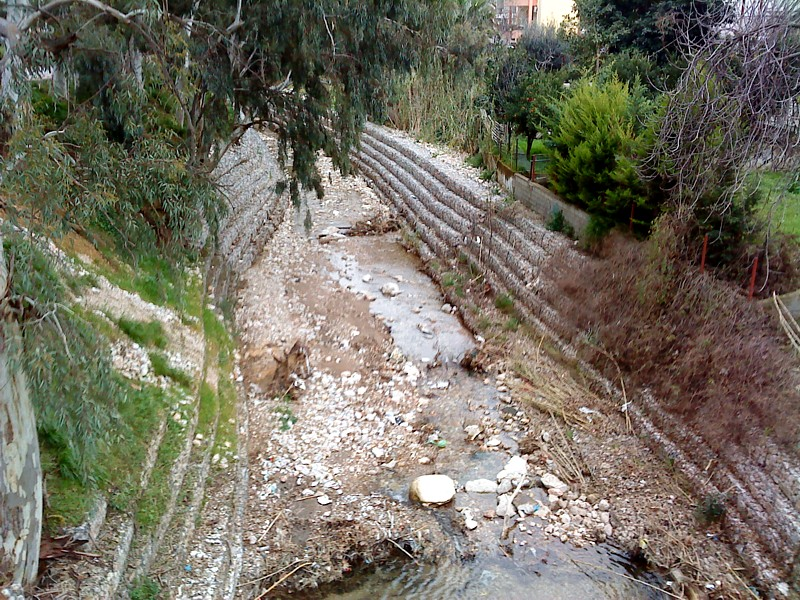
Der Bach Polydrosos
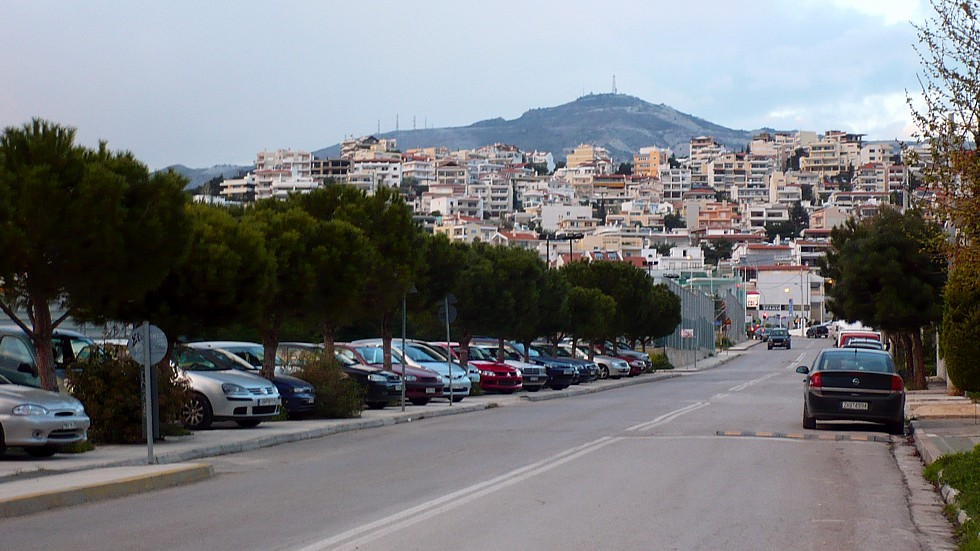
Blick von Süden auf Ano Patima, im Hintergrund der Pendeli
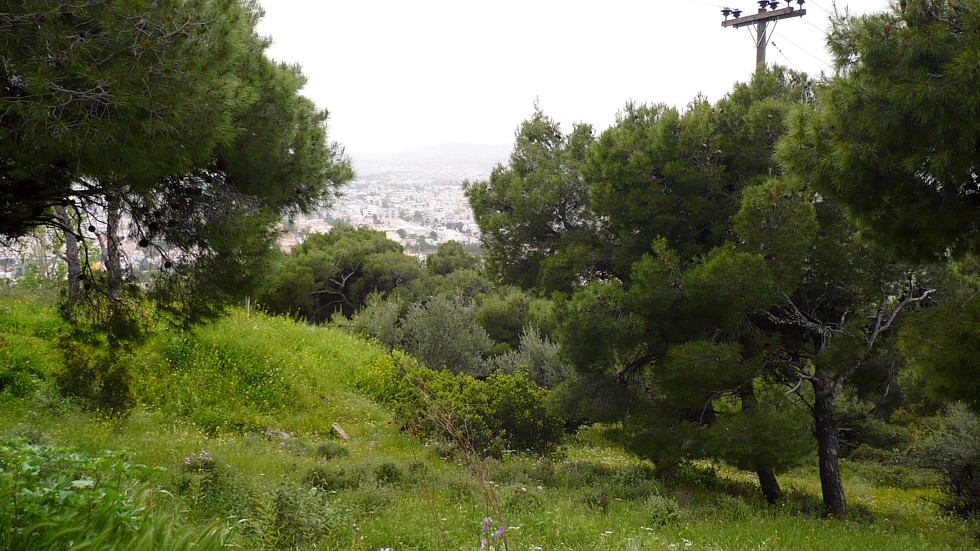
Kiefernwald am Koufo-Hügel
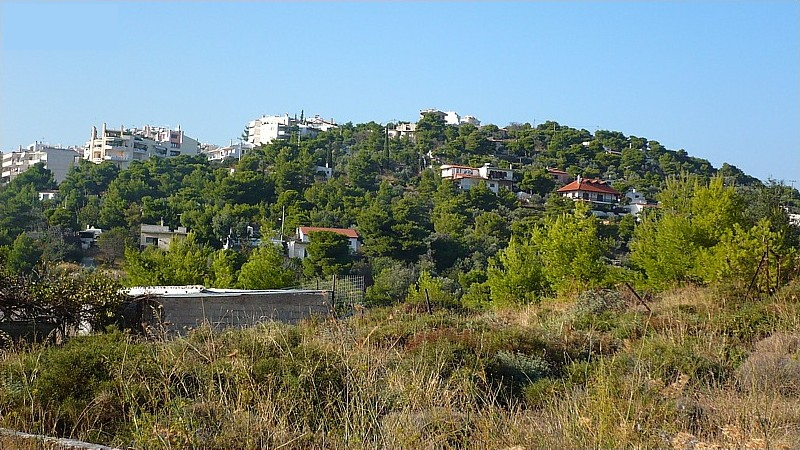
Der Koufo-Hügel von Osten

## Geschichte
Der Name Brilēssos (altgriechisch Βριλησσός) erscheint bei Thukydides als Bezeichnung für den Pendeli und scheint dessen älterer Name gewesen zu sein, bevor der Berg mit dem Adjektiv zum antiken Demos Pentelē als Pentelikon oros bezeichnet wurde.
Das Gebiet von Vrilissia lag in antiker Zeit an zwei wichtigen Transportwegen. Der Marmor der Steinbrüche von Pendeli wurde entlang des Baches Polydromos nach Athen transportiert, der Bach war außerdem einer der wichtigen Trinkwasserlieferanten Athens und wurde in der Wasserleitung des Theseus gefasst, die in einem Reservoir am Lykabettos im heutigen Viertel Kolonaki endete. Diese Leitung wurde im 2. Jahrhundert v. Chr. mit dem Aquädukt Hadrians verbunden.
Während der Zeit des Herzogtums Athen erscheint das Gebiet auf Karten als Kiefernwald. Im Mittelalter wurde einige Kilometer nordöstlich der modernen Gemeinde das Kloster Pendeli errichtet, das das umliegende Gebiet erwarb und begann, es als Weideland zu nutzen. Die Gegend wurde von Ziegenherden des Klosters beweidet, die von sarakatsanischen Hirten gehütet wurden, die die Winter am Ostrand des Pendeli verbrachten. Außerdem wurde das Gebiet von Chalandri aus landwirtschaftlich genutzt.
1925 wurde die Landgemeinde Chalandri aus Athen ausgegliedert, zu der das Gebiet Vrilissias gehörte. Zur Schaffung von Wohneigentum als Entschädigung für besitzlose Flüchtlinge aus der Türkei wurden 1930 die Landbesitzer enteignet und nach Plänen der deutsch-polnischen Stadtplaner Kourlianski und Doglopoulov eine Siedlung nach dem Hippodamischen Schema in zwei Abschnitten mit Grundstücken zwischen 450 und 1800 Quadratmetern Größe angelegt. Jeder Siedler erhielt zwei Grundstücke mit derselben Nummer, ein kleineres zur Errichtung eines Wohnhauses und ein größeres zur landwirtschaftlichen Nutzung. 1935 wurde die Siedlung mit 67 Hektar Fläche in den Stadtplan aufgenommen, 1940 erfolgte die offizielle Anerkennung als Siedlung in der Gemeinde Chalandri. Im Jahr 1949 erhielt diese Siedlung den Status einer eigenständigen Landgemeinde mit zunächst 825 Einwohnern (1951).
Durch Gerichtsentscheidungen wurde das Gebiet der Gemeinde 1950 und 1960 auf 3,876 km² vergrößert, was dem heutigen Gemeindegebiet entspricht. In den folgenden Jahrzehnten wuchs die Stadt in mehreren Planungsabschnitten auf ihre heutige Ausdehnung. Im Norden des Gemeindegebiets siedelten sich wegen der Nähe zu den Steinbrüchen des Pendeli Marmorarbeiter von den Kykladen an.
In den 1970er Jahren blieb Vrilissia vom Bauboom der umliegenden Gemeinden verschont und blieb – auch verkehrsmäßig – ein Randgebiet der Metropole. Bis Anfang der 1980er Jahre war sein Zentrum von Land- und Einfamilienhäusern geprägt. 1986 wurde Ano Vrilissia und 1999 das Gebiet nördlich des Zentrums in den Bebauungsplan aufgenommen. Die Landwirtschaft- und Futterbetriebe wurden weniger, viele kleine Landbesitzer verkauften ihre Grundstücke, die plötzlich an Wert gewonnen hatten, als Bauland. Die Gemeinde wuchs mit dem Athener Großraum zusammen und wurde Ziel der Zuwanderung aus den Zentren Piräus’ und Athens. Anfang 2000 war die Entwicklung dieser Wohngebiete abgeschlossen, und die weniger zentralen Gebiete lockten vor allem Zuzügler mit hohem Einkommen nach Vrilissia. Zahlreiche langfristige Bauprojekte im Rahmen der Olympischen Spiele 2004 brachten Vrilissia vor allem eine weitaus bessere Verkehrsanbindung. Bei der Umsetzung des Kallikratis-Programms 2010 und der Bildung des Regionalbezirks Athen-Nord blieb die Gemeinde unverändert.

### Einwohnerentwicklung
| Jahr      | 1940 | 1951 | 1961  | 1971  | 1981  | 1991   | 2001   | 2011   |
| --------- | ---- | ---- | ----- | ----- | ----- | ------ | ------ | ------ |
| Einwohner | 305  | 825  | 2.353 | 3.841 | 7.587 | 16.571 | 25.582 | 30.741 |

## Bevölkerung
| Branche                                                         | Erwerbstätige | Prozentsatz |
| --------------------------------------------------------------- | ------------- | ----------- |
| Land- und Forstwirtschaft, Fischerei                            | 59            | 0,48 %      |
| Bergbau und Gewinnung von Steinen und Erden                     | 9             | 0,07 %      |
| Verarbeitendes Gewerbe                                          | 1.171         | 9,55 %      |
| Energie- und Wasserversorgung                                   | 100           | 0,81 %      |
| Herstellung von Waren                                           | 556           | 4,53 %      |
| Handel; Instandhaltung und Reparatur von Kraftfahrzeugen        | 1.904         | 15,53 %     |
| Beherbergungs- und Gaststätten                                  | 331           | 2,70 %      |
| Verkehr und Lagerei, Nachrichtenübermittlung                    | 846           | 6,90 %      |
| Kreditinstitute, Versicherungen, Grundstücks- und Wohnungswesen | 2.214         | 18,06 %     |
| Öffentliche Verwaltung, Verteidigung, Sozialversicherung        | 1.134         | 9,25 %      |
| Erziehung und Unterricht                                        | 1.211         | 9,88 %      |
| Gesundheits- und Sozialwesen                                    | 1.064         | 8,68 %      |
| Übrige Dienstleistungen                                         | 643           | 5,25 %      |
| Sonstige Berufe                                                 | 1.014         | 8,27 %      |

Vrilissia zählt zu den reicheren Vorstädten Athens. Das Bildungsniveau der Einwohner ist generell höher als der Durchschnitt im ehemaligen Präfekturbezirk Athen. So hatten 2001 41,16 % der Bevölkerung einen höheren Abschluss (Hochschulreife und höher, Durchschnitt in Athen: 25,28 %). Die Erwerbsarbeit im produzierenden Gewerbe verringert sich zugunsten des Dienstleistungssektors, der Prozentsatz der landwirtschaftlich benutzen Fläche gegenüber dem Wohnland ist sehr klein. Der Mangel an Industriestandorten führt zu einem beträchtlichen Anteil an Auspendlern in die benachbarten Gemeinden.
Laut Volkszählung 2001 waren von 25.582 Einwohnern rund die Hälfte, nämlich 12.256 Personen erwerbstätig. Von diesen waren 13,81 % Arbeitgeber, 10,96 % freiberuflich tätig und 71,72 % Angestellte. Rund 85 % der Erwerbstätigen arbeiteten im Dienstleistungssektor. Die Arbeitsplätze in der Gemeinde Vrilissia selbst werden auf rund 6000 geschätzt. Die Arbeitslosenquote lag mit 4,45 % deutlich unter dem Durchschnitt der ehemaligen Präfektur Athen (9,02 %) und Attikas (9,60 %). Die 8652 Haushalte waren durchschnittlich größer als im übrigen Athener Ballungsraum, 28 % von ihnen bestanden aus vier Mitgliedern. 2001 verfügten 84,59 % der Wohnungen über vier oder mehr Zimmer.
Laut Volkszählung lebten 2001 1244 Ausländer in Vrilissia, was 4,68 % der Bevölkerung entspricht. Den größten Anteil an ihnen bilden Einwohner albanischer Herkunft (28,3 %).

## Politik
Bei den Kommunalwahlen 2014 errang Xenos Maniatogiannis für die der PASOK nahestehende Liste Vrilissia Dimos Dimourgias eine Mehrheit und wurde damit für die Wahlperiode 2015–2019 zum Bürgermeister gewählt. Damit löste er die seit 2003 andauernde Vorherrschaft der Liste Nea Pnoi gia ta Vrilissia ab, die der konservativen Nea Dimokratia nahesteht und zuletzt mit Kostas Ioannidis den Bürgermeister stellte.
Vrilissia unterhält seit 1998 partnerschaftliche Beziehungen zur saarländischen Stadt Ottweiler.

## Kultur und Sehenswürdigkeiten

### Theater und Museen
Das städtische Freilichttheater Theatro Damari Vrilission „Aliki Vougiouklaki“ (Θέατρο Νταμάρι Βριλησσίων »Αλίκη Βουγιουκλάκη«) befindet sich am Vrilissia-Hügel bei einem ehemaligen Steinbruch und wird seit 1990 im Spätsommer von zahlreichen Theatergruppen besucht.
In einer der Grundschulen Vrilissias wurde ein kleines Museum über das Leben und Lernen der Schüler in der Nachkriegszeit eingerichtet.

### Bauwerke
Zu den Sehenswürdigkeiten Vrilissias gehört ein historischer Wasserturm an der Platia Agia Lavra und ein Felsbrocken (Vrachos toi Vrilissou) an der Platia Eleftherias.
Die zentrale Kirche, die Christi Himmelfahrt geweiht ist, wurde in den 1970er-Jahren durch Spenden der Einwohner errichtet. Die Verklärungskirche in Ano Patima wurde 2008 vollendet, ihr folgte einige Jahre später die Kirche der zwölf Apostel in Ano Vrilissia.

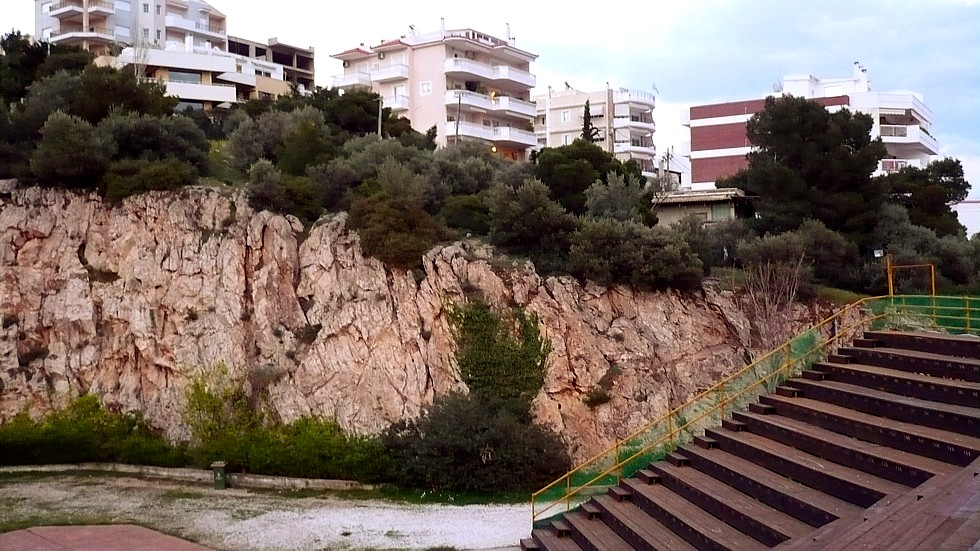
Im Freilichttheater
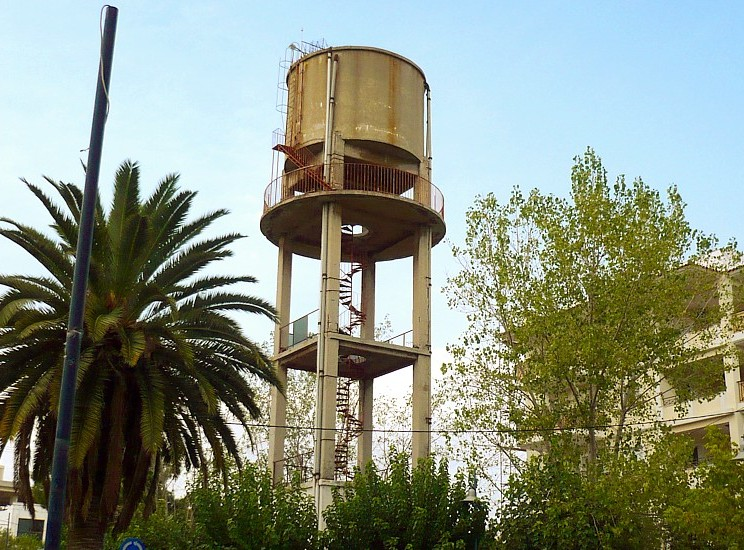
Der Wasserturm
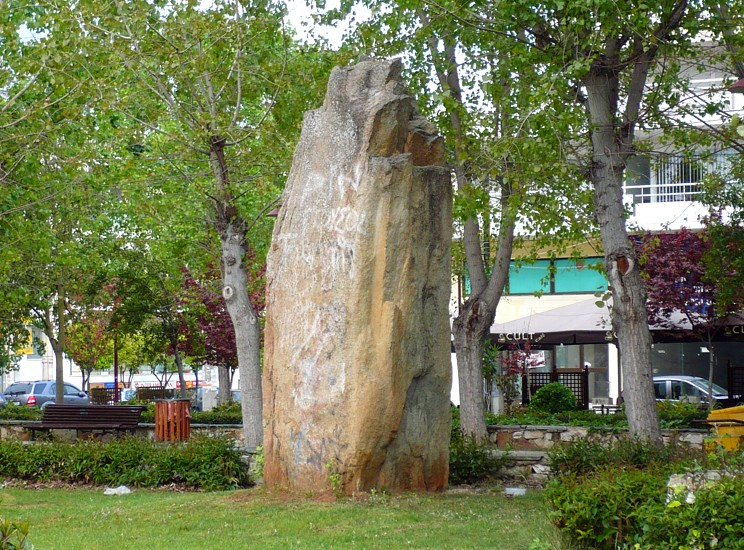
Der Vrachos Vrislissiou
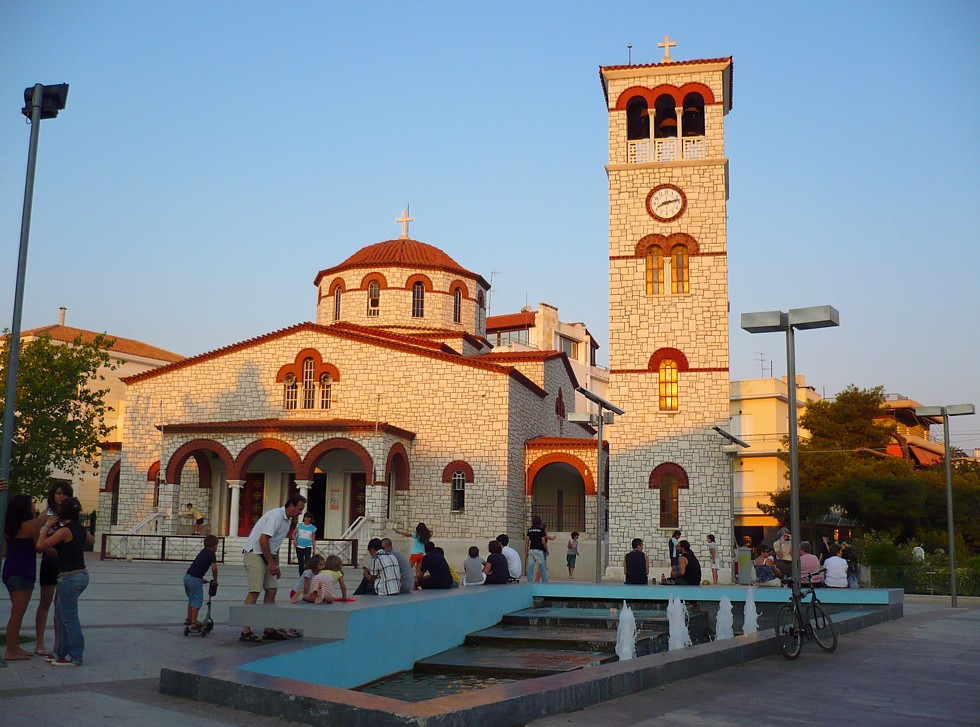
Die Himmelfahrtskirche
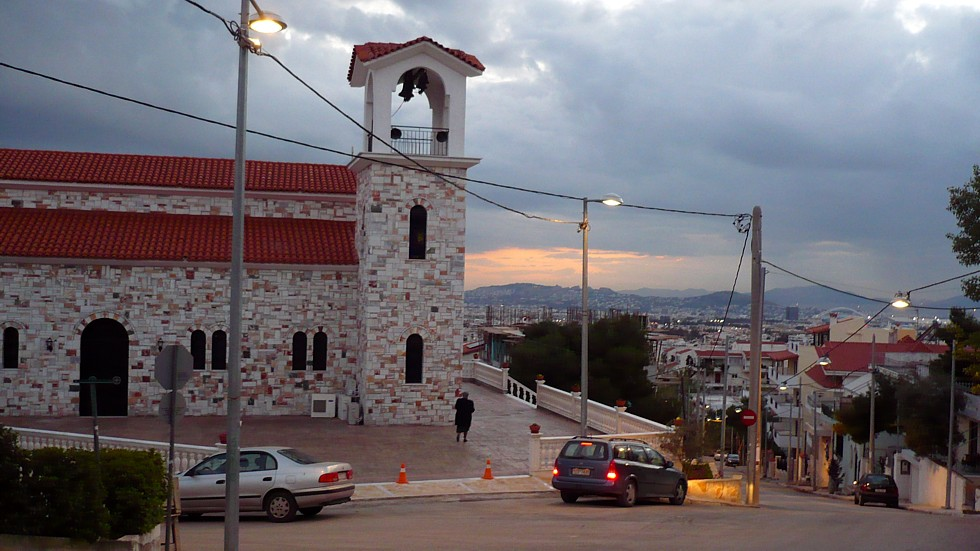
Die Kirche zur Verklärung des Herrn in Ano Patima

### Grünflächen und Naherholung
Neben dem städtischen Kiefernwald im Norden der Gemeinde gibt es in Vrilissia zahlreiche Parks und Grünflächen. Nahe dem alten Zentrum der Stadt liegt die Platia Eleftherias, der größte Park befindet sich auf einem ehemaligen Gelände der griechischen Marine und wurde nach Maria Callas benannt. Hier gibt es eine kleine Teichanlage und Gelände für Skater. Um das Kulturzentrum Nikos Engolopoulos erstreckt sich der geräumige Mikis-Theodorakis-Park. Relativ grün ist auch das Ufer des Polydromos an der westlichen Stadtgrenze.

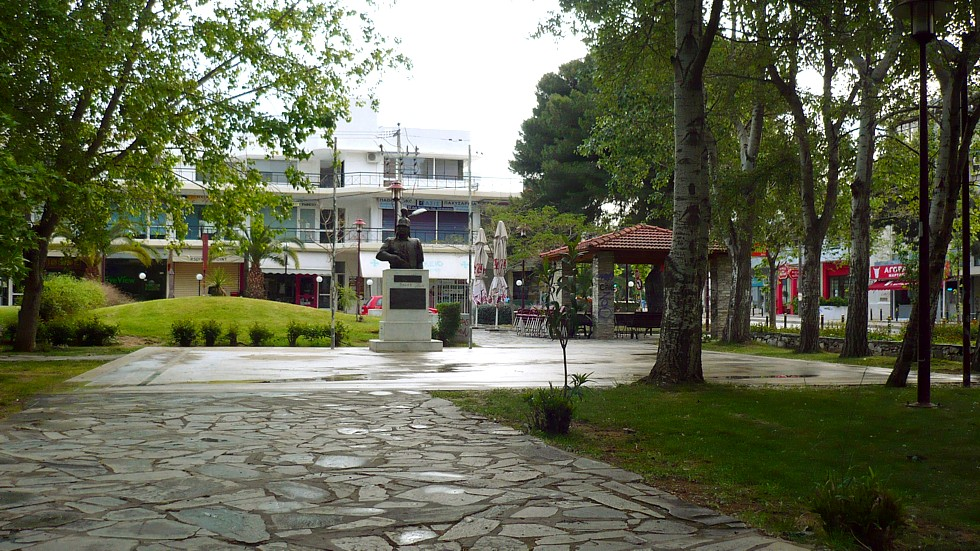
Platia Eleftherias
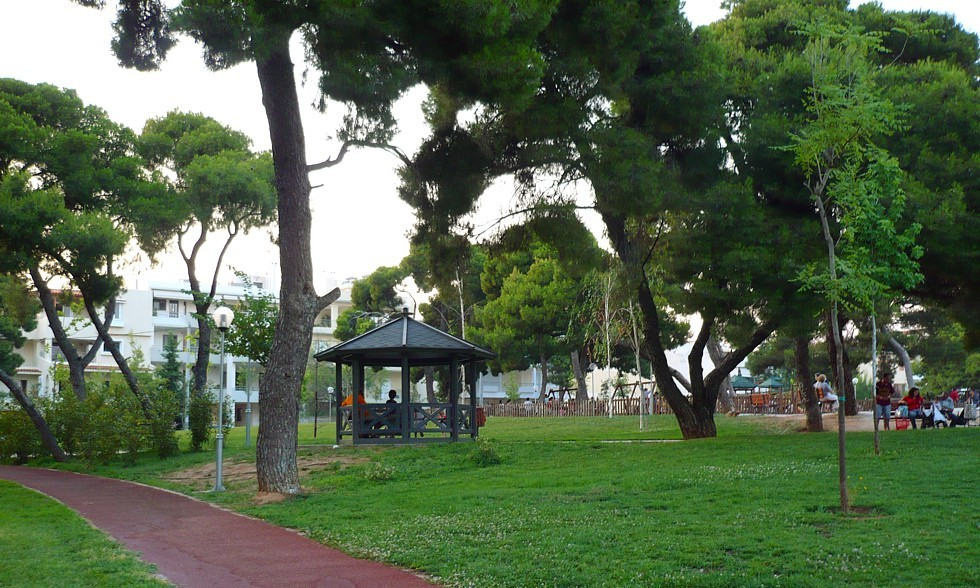
Mikis-Theodorakis-Park

### Sport
Vrilissia verfügt erst seit den 1990er Jahren über einen eigenen Sportplatz, zumal der städtische Sportplatz Chalandris an der Südgrenze des Gebiets von Vrilissia liegt. 2007 wurde der private Family Club erbaut. Zahlreiche Sportvereine sind in der Gemeinde tätig, von denen besonders die Basket-, Volley- und Handballmannschaften überregionale Erfolge erzielen konnten. Die Volleyball-Frauen-Mannschaft war fünf Mal Griechischer Meister.

### Regelmäßige Veranstaltungen
Zum Himmelfahrtsfest feiert die Gemeinde um die Hauptkirche herum alljährlich ein großes Straßenfest.

## Wirtschaft und Infrastruktur
In Vrilissia befindet sich die Psychiatrische Klinik Athen, die 1971 begründet wurde und über 300 Betten verfügt.

### Bildung
Vrilissia unterhält je sechs Kindergärten und Grundschulen, drei Mittelschulen und zwei Oberschulen. Hinzu kommen die zweisprachig griechisch-deutsch lehrende Grundschule Athener Schule und die Privatschule Ekpedeftiria Kanda. Seit 1976 gibt es ein staatliches Konservatorium für Musik.
In der Gemeinde gibt es drei Kulturzentren. Das älteste liegt an der Odos Kissavou in Ano Vrilissia. Die Niarchos-Stiftung finanzierte ein religiöses Kulturzentrum hinter der zentralen Kirche an der Platia Analipseos. Das jüngste Gebäude, das Kulturzentrum Nikos Engonopoulos im Mikis-Theodorakis-Park wurde während dessen Renovierung errichtet. Sein Angebot umfasst unterschiedliche künstlerische Kurse, u. a. in Theater, Malerei, Skulptur, Chor und Puppentheater, die kostenlos wahrgenommen werden können.

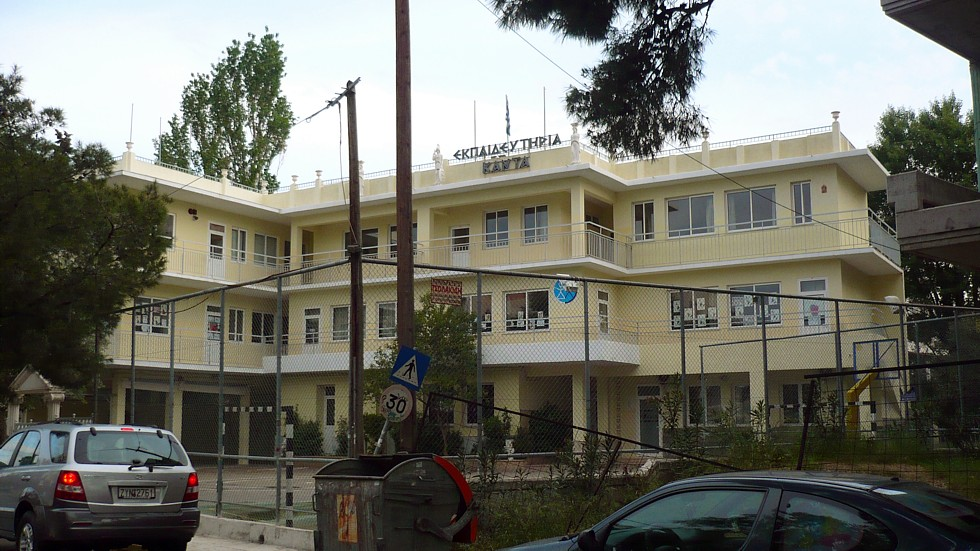
Ekpedeftiria Kanda
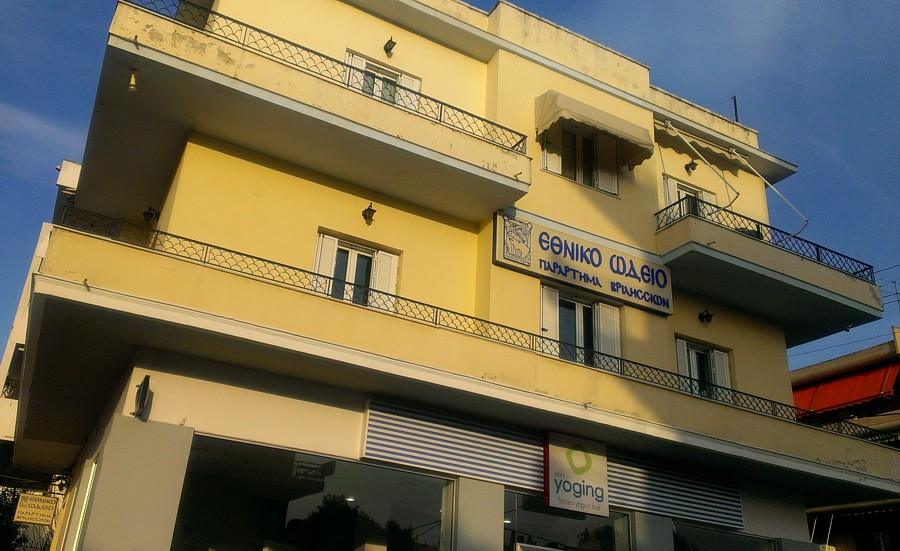
Konservatorium
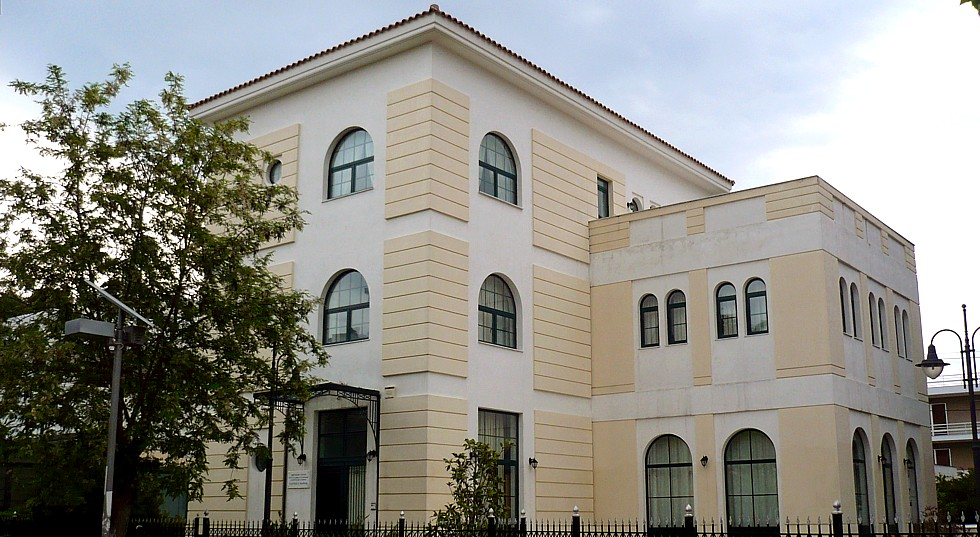
‚Geistiges Zentrum der Himmelfahrt‘

### Verkehr
Der Südosten Vrilissias grenzt direkt an die Station Doukissis Plakendias, einen wichtigen Verkehrsknoten, an dem sich mehrere Straßen- und Schienenwege kreuzen: Die südliche Gemeindegrenze entlang verläuft die griechische A 6, die Athener Nordumfahrung und Verbindung zum rund 25 Kilometer entfernten Athener Flughafen, von der hier die A 642 abzweigt, die sie mit dem Ymittos-Ring, der Athener Osttangente verbindet. An der entsprechenden Ausfahrt kreuzt der Doukissi-Plakendia-Boulevard, die Straßenhauptverbindung nach Chalandri und weiter ins Athener Zentrum. Nahe der westlichen Autobahnausfahrt Pendeli verläuft der gleichnamige Boulevard, der nach Nordosten weiter nach Pendeli führt.
Parallel zur Autobahn verläuft die Linie Flughafen Athen–Kiato der S-Bahn, an der Station trifft sie auf die Linie 3 der Metro Athen, die das Zentrum der Hauptstadt mit dem Flughafen verbindet. Mehrere Buslinien zwischen Chalandri und Pendeli erschließen das übrige Gebiet der Gemeinde.

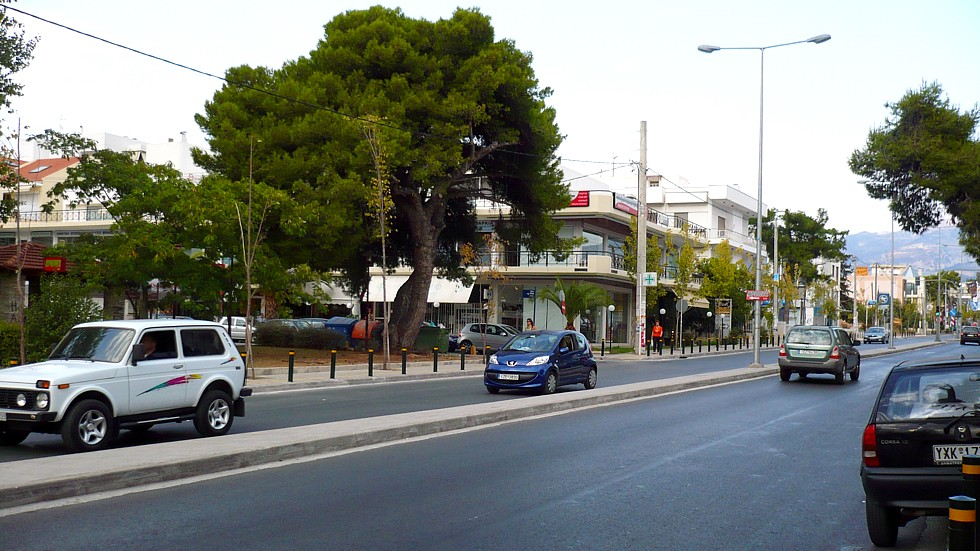
Pendeli-Boulevard
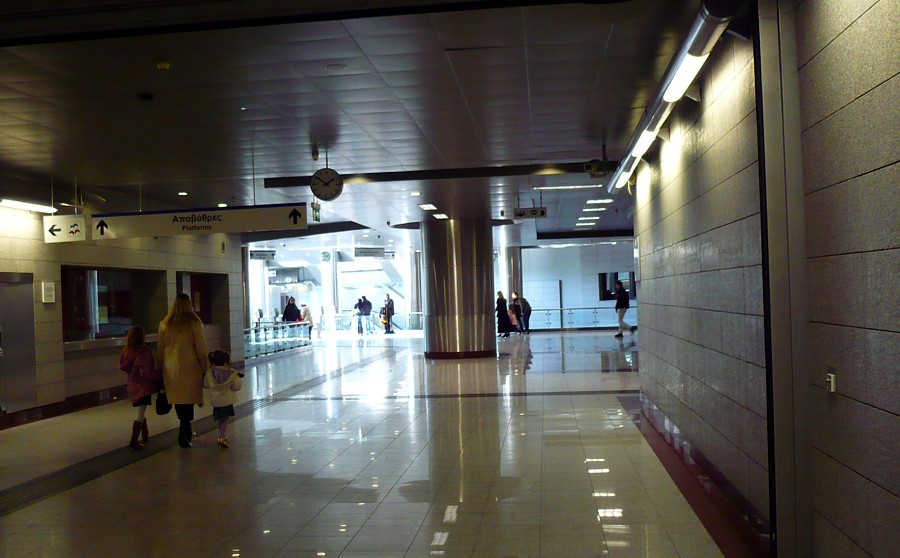
Bahnhof Doukissis Plakendias
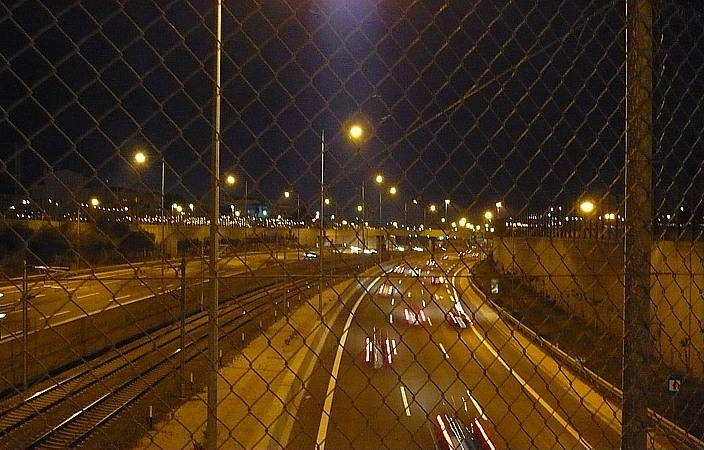
Autobahn und S-Bahn-Gleise bei Nacht